# 小行星2804
小行星2804（2804 Yrjo）是一颗围绕太阳公转的小行星。1941年4月19日，利斯·奧特瑪在图尔库发现了此天体。
該小行星以芬蘭天文學家爾約·維薩拉命名。
这颗小行星的绝对星等为174.3029902259473等。